# صلصة تاباسكو
صلصة التَّبَسكو (بالإنجليزية: Tabasco sauce)‏  (نقحرة: تاباسكو) هي شركة أمريكية، أسسها إيدموند مكيالهيني في عام 1868، وتنتج الشطة الحارة، والتي تصنع من فلفل تبسكو والخل والملح ثم تعتق في براميل مصنوعة من السنديان الأبيض لمدة ثلاثة أعوام. لها مذاق حار وهي مشهورة في عدة أماكن حول العالم. تنتج من قبل شركة ماك إلهيني في الولايات المتحدة.

## المعلومات الغذائية
يحتوي كل 100غ من صلصة التبسكو، بحسب وزارة الزراعة الأميركية على المعلومات الغذائية التالية:

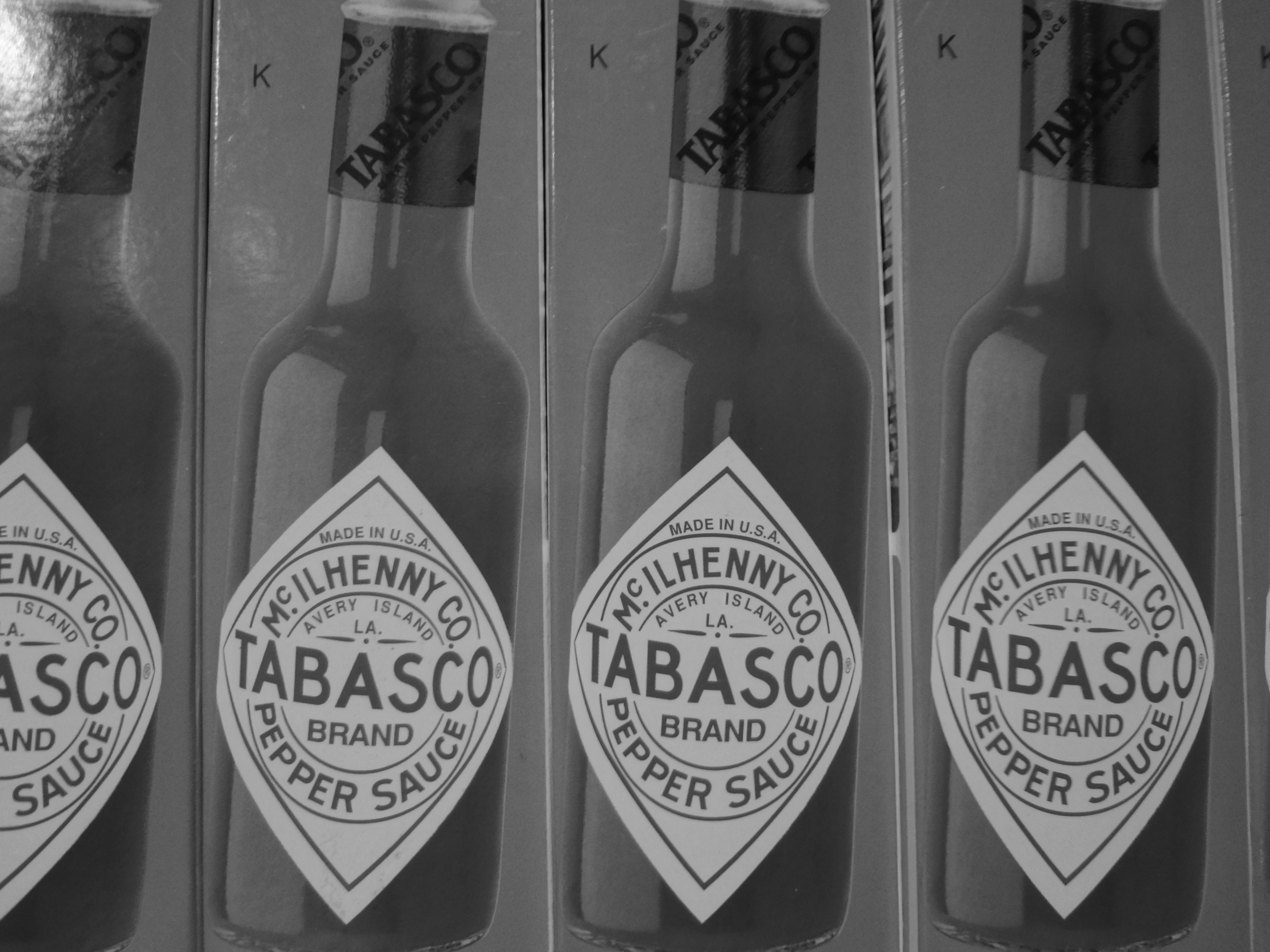

- السعرات الحرارية: 12
- الدهون: 0.76
- الدهون المشبعة: 0.1
- الكاربوهيدرات: 0.80
- الألياف: 0.6
- البروتينات: 1.29
- الكولسترول: 0